# Babberup
Babberup er en bebyggelse på Sydsjælland i Sønder Dalby Sogn under Faxe Kommune. Bebyggelsen ligger lidt nordvest for selve Dalby.
Landsbyen nævnes 1364 (Babæthorp) og blev udskiftet i 1809, hvor der imidlertid først flyttedes to gårde ud efter brand i 1812.
Gennem Babberups marker løber Freerslev Å. Ved åen lå en vandmølle, som imidlertid blev nedlagt i 1868.